# Zor al-Haysa al-Sharqiyah
Zor al-Haysa al-Sharqiyah (tiếng Ả Rập: زور الحيصة الشرقية) là một ngôi làng Syria nằm trong tiểu khu Suran ở quận Hama. Theo Cục Thống kê Trung ương Syria (CBS), Zor al-Haysa al-Sharqiyah có dân số 768 trong cuộc điều tra dân số năm 2004.